# 315
315 је била проста година.

## Догађаји
- Константин Велики и савладар Лициније се боре против Сармата, Гота и Дачана дуж Дунава. Константин предводи казнену експедицију у Дакију и поново успоставља римска утврђења на граници.
- Константин посвећује Максенцијеву базилику и у њу поставља своју велику статуу.
- Распеће је укинуто као казна у Римском царству.
- У Римском царству успостављен је програм помоћи сиромашнима.
- Огромна купатила су изграђена у Аугуста Треверорум (данашњи Трир).
- Јевсевије постаје епископ Цезареје .
- Јагње постаје симбол Исуса Христа у хришћанској уметности.

### Јул
- 25. јул – Завршен је Константинов славолук у близини Колосеума у Риму у знак сећања на Константинову победу над Максенцијем код Милвијског моста. Очекује се да ће у оквиру церемоније Константин принети жртву традиционалним римским боговима, али он то одбија.